# أدب سياسي
الأدب السياسي هو التاريخ الحقيقي للأمّة، والشعب، والوطن، والقيم، وليس ما يكتبه المؤرخون الذين يستمدون مادتهم من الوثائق الرسمية، بما فيها من كذب، وتزوير وتضليل.

## خصائص الأدب السياسي
من خصائص الأدب السياسي أنه ليس أدب الوقت - أدب آني - يموت بانقضاء الحقبة التي يتحدث عنها، أو بموت المشكلة موضوع هذا الأدب، لأنه أدب حي يعبر عن معاناة الإنسان المسحوق، ويؤرخ - فنياً - لحقبة مهمة في تاريخ الشعوب المغلوبة على أمرها، ومن هذا القبيل كان حرص الناس على قراءة المذكرات السياسية والعسكرية. وعندما ظهرت كتب (أيام من حياتي) لزينب الغزالي، و(في القاع) لخالد فاضل، و(حمامات الدم في سجن تدمر) لعبد الله الناجي، و(خمس دقائق فقط) للسيدة هبة الدباغ، و(تدمر.. شاهد ومشهود) لسليم حماد، وسواها.

## أدباء سياسيين عرب
من أشهر نتاج الأدب السياسي العربي وأصحابه شعر الشاعر السياسي أحمد مطر الأول في العربية، نجيب محفوظ، وعبد الرحمن منيف، ونزار قباني، وبدوي الجبل، وحميدة قطب، وأمينة قطب، ومحمد الحسناوي، والحمامصي، وحسن عشماوي، والزبيري، وشريف الرأس، والماغوط، وونوس، وكان من أجمل ما كتبوه هو أدبهم السياسي.